# Ohla !
Ohla ! était un magazine de presse people français issu du groupe espagnol Hola SA, paru entre 1998 et 2004. Ce magazine hebdomadaire traitait de l'actualité des célébrités du spectacles et de membres de familles royales et princières.
La version française est parue de 1998 à avril 2004. Sa diffusion payée en 2002 était de 114 000 exemplaires alors que ses éditeurs ciblaient la barre des 200 000. Depuis avril 2004, Hola SA l'éditait avec le groupe français Hachette Filipacchi Médias (HFM).
En 2006, Rogers Media lance Hello! Canada.
Le groupe Hola SA édite également ¡Hola! en Espagne et Hello! au Royaume-Uni.